# Junior Samples
Junior Samples (10 de abril de 1926 – 13 de noviembre de 1983) fue un humorista estadounidense, conocido sobre todo por su trayectoria de 14 años en el programa televisivo Hee Haw.

## Biografía
Su verdadero nombre era Alvin Samples Jr., y nació en Cumming, Georgia (Estados Unidos). Samples era carpintero y piloto de carreras de stock car que, a los 40 años llegó a la radio y explicó haber capturado el mayor pez que nadie en su ciudad había visto. Esta historia fantástica se grabó, lanzándose el disco de género canción novedad "World's Biggest Whopper".
En 1969 se le pidió formar parte del reparto del programa de televisión Hee Haw, creando un personaje torpe, que hablaba lentamente y a trompicones, haciendo chistes y olvidando sus diálogos. Uno de los números en los que participaba era "The Culhanes of Cornfield County", en el cual Junior, Gordie Tapp, Grandpa Jones y Lulu Roman se sentaban en un sofá y relataban una situación cómica con inexpresividad. Sus cinco hijos también aparecieron en varios episodios en los primeros años del show. Otro de los números era el de un vendedor de coches que invitaba al público a llamar al teléfono BR-549, y que fue el origen del nombre de la banda de música country BR5-49.
Samples grabó varios discos de comedia. A pesar de ser conocido por sus trabajo televisivo en Hee Haw, sus grabaciones se escucharon a menudo por la radio. Su primer éxito llegó en 1966, y se tituló "The Whopper". Fue nominado en dos ocasiones al premio de humorista del año en las galas de la Música Country de 1969 y 1970.
Junior Samples falleció en 1983 en Cumming, a los 57 años de edad, a causa de un infarto agudo de miocardio. Fue enterrado en el Cementerio Sawnee View Gardens and Mausoleum de Cumming. Había estado casado con Grace Carrie Bolton (27 de abril de 1927 – 9 de julio de 2015), con la que tuvo cinco hijos.

## Discografía
- 1967 : The World of Junior Samples
- 1968 : Bull Session at Bull's Gap
- 1970 : That's a Hee Haw
- 1977 : Junior Samples and  Archie Campbell